# Marina Zhirova
Marina Jirova (en russe : Марина Жирова, transcription anglaise : Zhirova), née le 6 juin 1963 à Iegorievsk (oblast de Moscou), est une ancienne athlète médaillée olympique pour l'Union soviétique.
Elle remporta cette médaille aux Jeux olympiques d'été de Séoul avec le relais 4 × 100 m soviétique et ses compatriotes Lyudmila Kondratyeva, Galina Malchugina et Natalya Pomoschnikova.

## Palmarès

### Jeux olympiques
- Jeux olympiques d'été de 1988 à Séoul ( Corée du Sud)
  - éliminée en demi-finale sur 100 m
  -  Médaille de bronze en relais 4 × 100 m

### Championnats d'Europe d'athlétisme
- - Championnats d'Europe d'athlétisme de 1986 à Stuttgart ( Allemagne de l'Ouest)
  - 8e sur 200 m
  -  Médaille de bronze en relais 4 × 100 m